# LG에너지솔루션
LG에너지솔루션(영어: LG Energy Solution, Ltd.)은 2020년 12월 LG화학에서 배터리 사업부문을 분할해서 설립한 기업이다. 줄여서 "LG엔솔"로 부른다. 외국인 주주 지분율은 4.7%이다.

## 역사
2022년 1월 27일 코스피에 상장하였다. 상장일 당일 시초가 59만 7천원에서 15.41% 하락한 50만 5천원에 거래를 마쳤으며, 이는 공모가 30만원 대비해서는 68.3% 상승한 가격이다. 종가 기준 시가총액은 118조 2천억원으로, 코스피 시총 2위에 올라 LG그룹내 1위를 기록하게 되었다. 이로인해 그룹 합산 시총에서도 LG그룹이 SK그룹을 제치고 2위가 되었다.

## 사건 및 논란

### 전기차 화재
2017~2019년에 생산된 볼트 EV에서 화재가 발생했고, 2020년에 현대 코나 EV에서도 국내에서 대량 화재가 발생했으며, 이 여파로 1세대 코나 일렉트릭의 페이스리프트 모델은 대한민국 내수에 출시하지 않고 아이오닉 5로 대체했다. 2021년 2월 16일에는 마창여객 소속 현대 일렉시티에서도 화재가 발생했다. 원래 오성여객에서 출시한 TGM e-화이버드에서도 이 제품의 밧데리를 장착해 하자가 발생한 적도 있다.
또한 화재 사고는 아니지만 충전지 공급에도 차질을 빚어서, KG모빌리티에서는 LG엔솔의 충전지를 장착한 4세대 코란도 e-모션의 생산이 상당히 지연되었다. 결국 KG모빌리티는 토레스 EVX에 BYD의 리튬인산철 충전지를 이용하기로 했으며, 현대자동차도 2세대 현대 코나 일렉트릭의 대한민국 내수용에는 CATL의 충전지를 이용하기로 했다.